# 홀리데이 인 서울
《홀리데이 인 서울》은 1997년에 개봉한 대한민국의 영화이다.

## 줄거리
벨보이와 다리 모델, 택시 드라이버와 전화교환수... 그들의 사랑이 서울에서 시작된다!
호텔의 벨보이(김민종 분), 얼마전 실연을 당한 그는 호텔에 정기적으로 찾아오는 뇌혹적인 다리의 모델을 보게 된다. 그 이후로 그에게는 살아가야 할 이유가 생긴다. 그는 그녀의 다리를 보면 그녀의 모든 것을 예측할 수 있다. 그녀의 성격, 취미, 좋아하는 음식, 심지어 섹스 스타일까지. 가끔 그는 그녀의 아침식사를 위해 룸써비스를 한다.
그녀의 아침 얼굴은 신선하다. 가끔은 그녀의 구두를 수선하기도 하고 운이 좋으면 엘리베이터에서 그녀를 보기도 한다. 그녀의 직업은 다리 모델(진희경 분)이다. 그녀는 애인과 함께 정기적으로 호텔의 901호를 찾는다. 그와는 많은 이야기가 필요없다. 그의 따뜻한 체온은 피로한 그녀를 쉬게 해 주기 때문이다. 어느날, 그녀의 애인이 뺑소니 차에 치여 죽는다. 벨보이도 신문을 통해 그 소식을 알게 된다. 이제는 다리모델을 볼 수 없을 것이라고 생각할 때 그녀가 들어선다.
항상 그렇듯이 그녀는 알 듯 모를듯한 미소를 띄우며 901호 방을 예약하는데. 자신의 삶을 빨리 소비해 버리고 싶어하는 그녀는 호텔의 전화 교환수(최진실 분)다. 그녀에게 전화는 중요한 소통수단이다. 할리 데이비슨을 타는 그는 택시 드라이버(장동건 분)다. 불면증에 시달리는 그는 목적없이 도시의 밤을 질주한다. 그녀는 택시를 타면 행선지를 말하지 않는다. 그도 묻지 않는다. 그저 달릴 뿐이다.
한편, 최진실 자리에는 당초 김남주가 낙점되었으나 출연료 문제 때문에 무산됐다.

## 캐스팅
- 최진실 : 교환수 역
- 김민종 : 벨보이 역
- 진희경 : 다리모델  역
- 장동건 : 택시기사 역
- 차승원 : 소매치기 역
- 김호진 : 벨보이 1 역
- 구완희 : 옆집여자 역
- 김명원 : 중위 역
- 홍석연 : 기사 1 역
- 장윤 : 옛애인 역
- 황채경 : 다른여자 역
- 박종찬 : 쫓아오는 사내 역
- 성민주 : 교환수 1 역
- 김세겸 : 따라오는 남자 역
- 배장수 : 매니저 역
- 이경영 : 전화상 역 (특별출연)
- 명계남 : 주방장 역 (특별출연)
- 김일우 : 택시소장 역 (특별출연)
- 박광정 : 선보는 남자 역 (특별출연)
- 방영 : 낯선남자 역 (특별출연)
- 권용운 : 벨보이 2 역 (특별출연)
- 한성식 : 전화수리공 역 (특별출연)

## 관객수
- 서울 36,474명

※ 출처- KOBIS 영화관 입장권 통합 전산망